# Chaitophorus brunneolineatus
Chaitophorus brunneolineatus är en insektsart. Chaitophorus brunneolineatus ingår i släktet Chaitophorus och familjen långrörsbladlöss. Inga underarter finns listade i Catalogue of Life.